# Univerzita Jena
Univerzita Jena, oficiálně Univerzita Friedricha Schillera Jena (německy Friedrich-Schiller Universität Jena, zkratkou FSU, neoficiální zkrácená podoba Uni Jena), je veřejná výzkumná univerzita se sídlem v Jeně v Německu. Je to jediná plnohodnotná univerzita v Durynsku. Byla založena v roce 1558 a patří mezi deset nejstarších univerzit v Německu. Je spojena se šesti nositeli Nobelovy ceny, naposledy v roce 2000, kdy její absolvent Herbert Kroemer získal Nobelovu cenu za fyziku. Básník Friedrich Schiller, jehož jméno roku 1934 přijala do názvu, zde učil jako profesor filozofie. Počátkem 90. let 18. století zde studovali slovenští národní obrozenci, propagující česko–slovenskou vzájemnost, Bohuslav Tablic a Juraj Palkovič.  
Na počátku 19. století Jena kolem sebe shromáždila i další vlivné myslitele, jako byli Karl Leonhard Reinhold, Johann Gottlieb Fichte, G. W. F. Hegel, Friedrich Schelling a Friedrich Schlegel. Univerzita v Jeně se tak stala centrem, kolem něhož vznikl německý idealismus a raný romantismus. V té době zde studoval i slovenský a český obrozenec Ján Kollár.  
Méně slavné období zažívala univerzita za nacismu, kdy ji řídil lékař a důstojník SS Karl Astel, který z ní učinil centrum pseudovědeckého výzkumu tzv. rasové teorie a rasové hygieny, i za komunismu, kdy zde v údajné návaznosti na filozofické tradice univerzity vznikla jedna z nejdůležitějších škol marxismu-leninismu v NDR. 
Univerzita dlouhodobě spolupracovala s firmou Zeiss, pocházející rovněž Jeny. Po pádu komunismu zažila velké investice a zmnohonásobení počtu studentů. V Německu patří k nejlepším školám v oborech fyzika, biologie, psychologie a lékařství.